# محمود أبو الشامات
محمود أبو الشامات (1841-1922) فقيه حنفي، كان مقرباً من السلطان عبد الحميد الثاني.

## حياته العلمية
ولِد محمود أبو الشامات في دمشق ودَرَس في مدارسها وعَمل في التجارة قبل الالتحاق بالدروس الدينية ليصبح فقيهاً من فقهاء عصره ومرجعاً في الطريقة الشاذلية، التي تعلمها على يد الشيخ نور الدين اليشرطي في عكا. ذاع صيته في أوساط دمشق العلمية، ووصل إلى مسامع السلطان عبد الحميد الثاني، الذي قربه منه وتتلمذ على يديه في الطُرق الصوفية.  

## قربه من السلطان عبد الحميد الثاني
أدّى الشيخ محمود أبو الشامات دوراً محورياً في كافة المشاريع العمرانية التي شهدتها دمشق في العهد الحميدي، فقد شجعه على إقامة معهد الطب العثماني في منطقة البرامكة عام 1903، وعلى دخول الكهرباء وجر مياه نبع عين الفيجة إلى دمشق عام 1905. بعد مئة عام على رحيلة، نشرت عائلة أبو الشامات رسالة تلقاها جدهم الأكبر من السلطان بعد خلعه عن العرش، يقول فيها إن سبب الانقلاب عليه كان رفضه دعم المشروع الصهيوني في فلسطين وبيع الأراضي الزراعية للوكالة اليهودية.
وفي عام 1885 قدم السلطان عبد الحميد منزلاً في حي القنوات بدمشق للشيخ محمود أبو الشامات، خُصص ركناً من أركانه لقراءة الوظيفة الشاذلية بعد صلاة العشاء كل يوم خميس. استمر هذا الطقس بعد وفاة محمود أبو الشامات عن طريق أكبر أبنائه، الشيخ عبد الله أبو الشامات الذي خلفه في مشيخة الطريقة الشاذلية.